# Bloem (band)
Bloem was een Gooise band die in 1980 ontstond uit een samenvoeging van de bands Teenager en Bloom.

## Ontstaan
Oprichter, zanger en voorman van Bloem was Joost Timp, de zoon van Mies Bouwman en Leen Timp. De band had in 1980 een grote hit met het nummer Even aan mijn moeder vragen.
De rest van de band bestond uit Cor Claessen (bas), Juus Piek (drums) en Tom Sijmons (gitaar).
Producer Will Hoebee (van onder andere Saskia & Serge) toonde interesse toen zanger Joost Timp Nederlandse teksten begon te zingen. In twee dagen werd het debuutalbum opgenomen, Vooral jong blijven. De eerste single, Even aan mijn moeder vragen werd een grote hit en er werden ruim 45.000 exemplaren verkocht. De single bereikte nummer 14 in de Nederlandse Top 40.
Bloem bleek een eendagsvlieg. De volgende singles met de namen Ik wil lang haar en De poes haalden de Tipparade niet eens. In 1982 nam Bloem in twee weken tijd de LP Bloemstukken op bij hun nieuwe platenmaatschappij CNR. Hierop stonden twee kleine hits, Omdat (parce que, because) en Ik wil alleen bij jou zijn. Op die laatste twee nummers is voormalig Luv'-zangeres José Hoebee te horen op de achtergrondvocalen. Van Omdat (parce que, because) verscheen onder de oude groepsnaam Bloom ook een volledig Engelstalige versie, maar deze maakte blijkbaar toch minder indruk dan de gecombineerde Nederlands-, Frans- en Engelstalige versie, aangezien het de grootste flop uit de carrière van de groep werd.
In 1983 besloot de band er na enkele flops mee te stoppen. CNR gaf meer aandacht aan Het Goede Doel, die veel succesvoller bleek. Gedesillusioneerd en met meningsverschillen stopte de band.
Joost Timp werkte in de tv- en entertainment-industrie, onder meer bij de DJ Kat Show op Sky Channel (midden jaren 80) en als creative consultant bij Endemol.
Tom Sijmons schreef en (co-)produceerde in 2000 enkele (geflopte) singles voor zangeres Sarah Geels, waaronder Liever.

## Discografie

### Albums
| Album met eventuele hitnotering(en) in de Nederlandse Album Top 100 | Datum van verschijnen | Datum van binnenkomst | Hoogste positie | Aantal weken | Opmerkingen |
| ------------------------------------------------------------------- | --------------------- | --------------------- | --------------- | ------------ | ----------- |
| Vooral jong blijven                                                 | 1980                  |                       |                 |              |             |
| Bloemstukken                                                        | 1982                  |                       |                 |              |             |

### Singles
| Single met eventuele hitnotering(en) in de Nederlandse Top 40 | Datum van verschijnen | Datum van binnenkomst | Hoogste positie | Aantal weken | Opmerkingen |
| ------------------------------------------------------------- | --------------------- | --------------------- | --------------- | ------------ | ----------- |
| Don't break this heart                                        | 1977                  | 28-5-1977             | tip             |              | Bloom       |
| Baby hold on                                                  | 1977                  | 26-11-1977            | tip             |              | Teenager    |
| Birthday                                                      | 1979                  |                       |                 |              | idem        |
| Even aan mijn moeder vragen                                   | 1980                  | 9-8-1980              | 14              | 5            | Bloem       |
| Vooral jong blijven                                           | 1980                  | 11-10-1980            | tip             |              | idem        |
| De poes                                                       | 1980                  |                       |                 |              | idem        |
| Ik wil lang haar                                              | 1981                  |                       |                 |              | idem        |
| Omdat (parce que, because)                                    | 1982                  | 10-4-1982             | 17              | 5            | idem        |
| Because                                                       | 1982                  |                       |                 |              | Bloom       |
| Ik wil alleen bij jou zijn                                    | 1982                  | 26-6-1982             | 32              | 3            | Bloem       |
| Eiland                                                        | 1982                  | 27-11-1982            | tip             |              | idem        |
| Ik blijf                                                      | 1983                  |                       |                 |              | idem        |
| Hollandse jongens                                             | 1983                  |                       |                 |              | idem        |

### NPO Radio 2 Top 2000
| Nummer met noteringen in de NPO Radio 2 Top 2000 | '99 | '00 | '01 | '02 | '03 | '04  | '05  | '06  | '07  | '08  |
| ------------------------------------------------ | --- | --- | --- | --- | --- | ---- | ---- | ---- | ---- | ---- |
| Even aan mijn moeder vragen                      | 598 | 784 | 937 | 998 | 885 | 1046 | 1299 | 1485 | 1463 | 1237 |

1. ↑  Een vetgedrukt getal geeft de hoogste notering aan.
2. ↑  Deze tabel is bijgewerkt tot en met de laatste editie (2024).